# مایکل الچی
مایکل الچی (انگلیسی: Michael Elechi؛ زادهٔ ۱۰ اکتبر ۲۰۰۱) بازیکن فوتبال است.